# 煥基美術館
煥基美術馆（韓語：환기미술관）位於首爾特別市鐘路区付岩洞，属私人美術馆，是煥基財團法人於畫家金焕基過世後，為收藏和展示其藝術作品所設立。

## 历史
1992年建立，煥基美術館常設展覽廳中展示了許多金煥基的作品，別館的企劃展覽廳展示了其他年輕畫家的作品，每年約舉辦2至3次的大小畫作展。展覽廳內牆由整片玻璃所構成，為其美術館的特色之一。

## 外部連結
- 官方网站
- 한국민족문화대백과 <환기미술관>